# Montgradail
Montgradail é uma comuna francesa na região administrativa de Occitânia, no departamento de Aude. Estende-se por uma área de 4,48 km². Em 2010 a comuna tinha 47 habitantes (densidade: 10,5 hab./km²).